# Гексацианоферрат(II) кальция
Гексацианоферрат(II) кальция — неорганическое соединение,
соль кальция и железистосинеродистой кислоты 
с формулой Ca2[Fe(CN)6],
хорошо растворяется в воде,
образует кристаллогидрат — жёлтые кристаллы.

## Получение
- Нейтрализация железистосинеродистой кислоты карбонатом кальция:

{\displaystyle {\ce {H4[Fe(CN)6] + 2CaCO3 -> Ca2[Fe(CN)6] + 2H2O + 2CO2 ^}}}
- Добавление синильной кислоты к смеси хлорида железа и гидроксида кальция:

{\displaystyle {\ce {3Ca(OH)2 + FeCl2 + 6HCN -> Ca2[Fe(CN)6] + CaCl2 + 6H2O}}}

## Физические и химические свойства
Гексацианоферрат(II) кальция образует кристаллогидрат состава Ca2[Fe(CN)6]•12H2O — жёлтые кристаллы, хорошо растворимые в воде. 
Подобно иным гексацианоферратам(II), разлагается при сильном нагревании до различных продуктов реакции, к которым относятся цианид кальция, углерод, карбид железа, железо и азот. Также, может взаимодействовать с сильными кислотами с образованием железистосинеродистой кислоты:
{\displaystyle {\ce {Ca2[Fe(CN)6] + 2H2SO4 -> H4[Fe(CN)6] + 2CaSO4 v}}}